# Gut Gleesberg

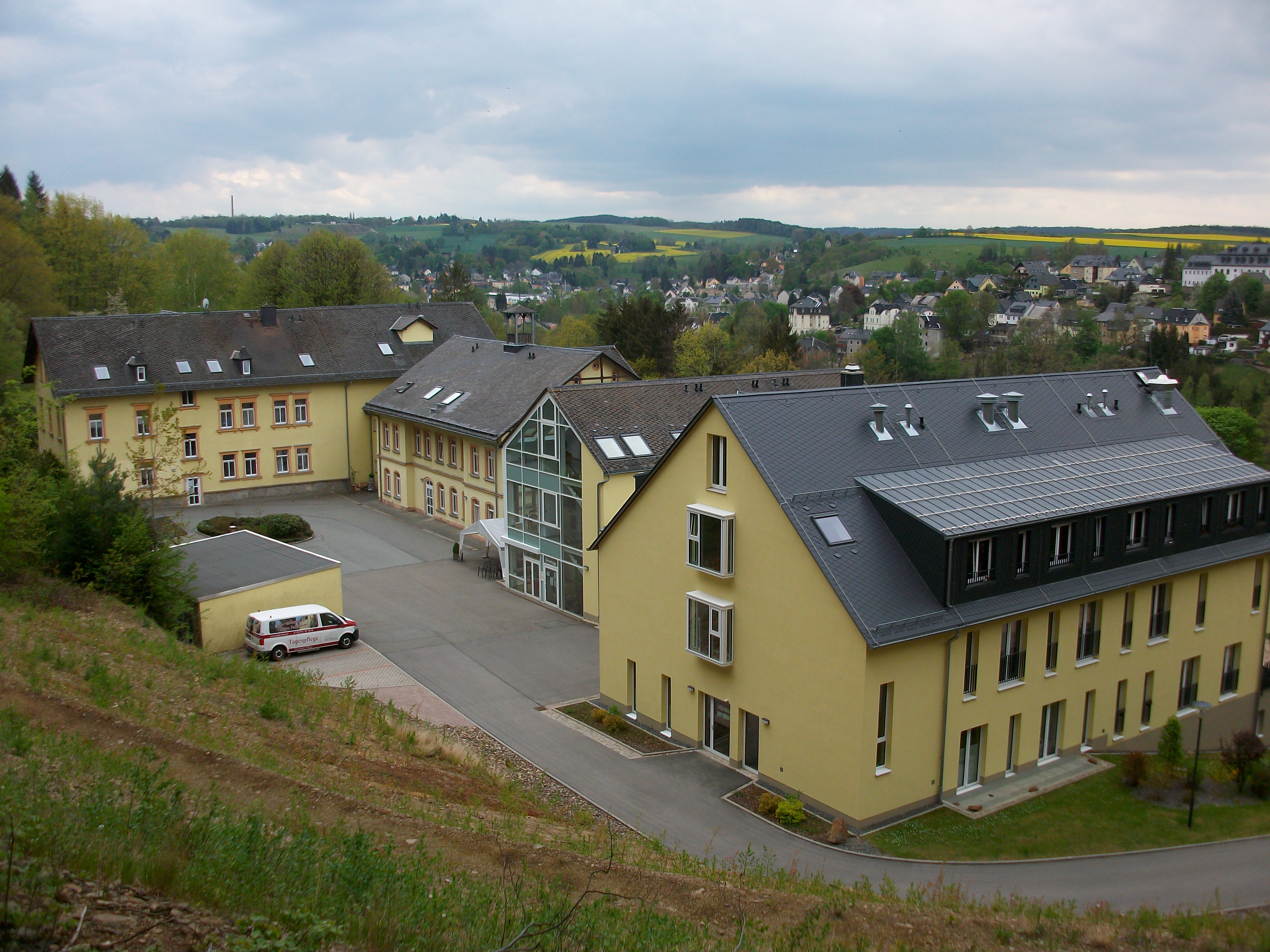
Gut Gleesberg in Schneeberg (Erzgebirge), 2021

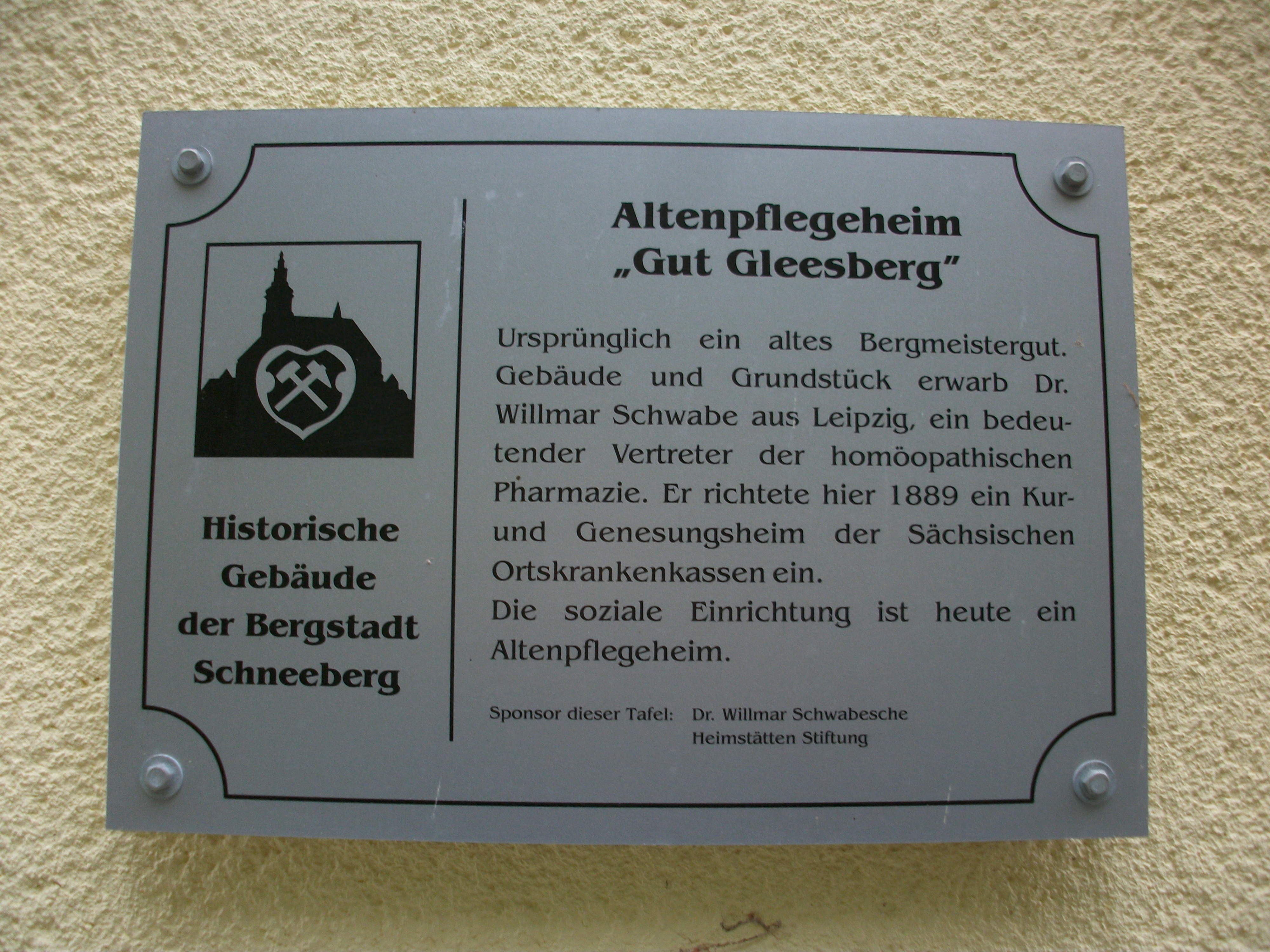
Info-Tafel am Gebäude

Das Gut Gleesberg ist ein Altenpflegeheim, das aus der seit 1889 bestehenden Heimstätte für weibliche Genesende am Gleesberg bei Neustädtel im sächsischen Erzgebirge hervorgegangen ist.

## Geschichte
Zu den Errungenschaften der Krankenpflege im Königreich Sachsen zählte Ende des 19. Jahrhunderts die Gründung von Heimstätten für Genesende. Die Minderbemittelten litten damals doppelt schwer unter den Nachwirkungen überstandener Krankheiten. An verschiedenen Orten Deutschlands wurden deshalb Heimstätten errichtet, in welchen Genesende bis zur völligen Rehabilitation ihrer Kräfte verbleiben konnten. Am Hang des Gleesberges in Richtung Neustädtel bei einer Quelle erwarb der Leipziger Apotheker Willmar Schwabe 1889 das dort zum Kauf stehende Gut eines früheren Bergmeisters (Weitzer’sches Gut) mit ausgedehnten Wald-, Wiesen- und Feldparzellen, um dies als Heimstätte weiblichen Genesenden  zunächst unentgeltlich zur Verfügung zu stellen. 1904 wurde diese Heilstätte mit anderen in der Dr. Willmar Schwabeschen Heimstätten-Stiftung zusammengefasst und der Ortskrankenkasse Leipzig übereignet.
Am Anfang wurde die Bewirtschaftung des Gutes an einen Landwirt verpachtet, der im Gutsgehöfte wohnte. Wenige Jahre später wurde dieses Verhältnis gelöst und die Felder und Wiesen einzeln an umwohnende Landwirte verpachtet und die Heimstättenverwaltung nahm sämtliche Wohn- und Wirtschaftsgebäude in Gebrauch.
Die Heilstätte am Gleesberg war ursprünglich für 30 Betten eingerichtet, die jedoch schon nach wenigen Jahren aufgrund übergroßer Nachfrage nicht mehr ausreichten, so dass sich nach einem Brand ein erster Erweiterungsbau erforderlich machte, dem später weitere folgten.
Nach der Bestimmung des Stifters sollte seine Heimstätten in erster Linie den Mitgliedern der Ortskrankenkasse für Leipzig und Umgegend dienen, aber auch die Aufnahme anderer Personen war für 2 Mark pro Tag als Verpflegungssatz gestattet. Die Leitung der Anstalt wurde den Schwestern des Albert-Zweig-Vereins zu Leipzig übertragen, während Ärzte aus den benachbarten Städten ärztlichen Beistand leisten. Im Laufe der ersten acht Jahre ihres Bestehens hat die Heimstätte am Gleesberg 2082 weibliche Genesende durchschnittlich für vier Wochen verpflegt.
Nach Übernahme des Gutes durch die Ortskrankenkasse waren die Gäste des Gutes meist Selbstversorger, die Obst, Gemüse und Getreide anbauten. 1933 kam das Gut Gleesberg an die „Badeverwaltung Augustusbad“ und diente als  NSV-Müttererholungsheim, in das im Laufe des Zweiten Weltkrieges auch Ausgebombte und Verwundete unterkamen. In der Zeit der SDAG Wismut ab 1946 wurden pflegebedürftige Bergleute im Gut Gleesberg untergebracht. Später entstand ein Feierabendheim. 1996 wurde das Gut der Gemeinnützigen Dr.-Willmar-Schwabeschen Heimstättenbetriebsgesellschaft rückübertragen. Nach erfolgter Sanierung wurde das Gut Gleesberg 2001 als Altenpflegeheim wiedereröffnet.